# Snot (band)
 For alternative betydninger, se Snot (flertydig). (Se også artikler, som begynder med Snot)
Snot var et punk og nu metal fra USA. Da forsangeren Lynn Strait døde, bestemte de sig for at lave albummet Strait Up, hvor de får hjælp fra venner f.eks. KoЯn, Slipknot, Sevendust, Incubus, Limp Bizkit og MCUD.

## Studiealbum
- Get Some (1997)
- Strait Up (2000)
- Alive! (2002)